# Denis Oswald (Kryptoanalytiker)
Denis Geoffrey Oswald (* 12. November 1910 in Port Stanley; † 5. Februar 1998 in Rutland) war ein britischer Kryptoanalytiker, Linguist, Offizier und Kricketspieler. Während des Zweiten Weltkrieges arbeitete er in der Government Code and Cypher School (GC&CS) (deutsch etwa: „Staatliche Code- und Chiffrenschule“) im englischen Bletchley Park (B.P.), der militärischen Dienststelle, die sich erfolgreich mit der Entzifferung des verschlüsselten deutschen Nachrichtenverkehrs befasste.

## Leben

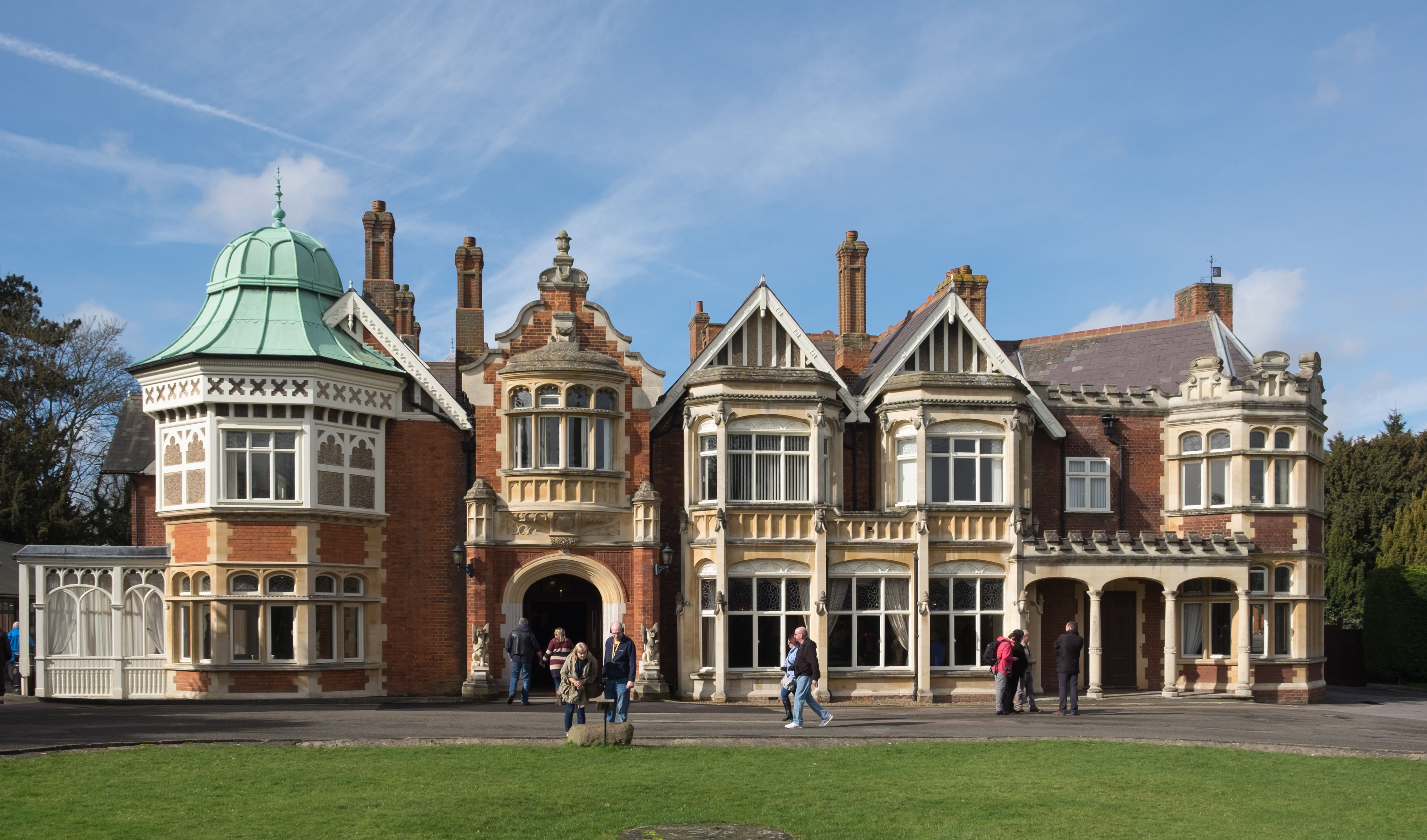
Das Herrenhaus (engl.: The mansion) von Bletchley Park (2002) war die Zentrale der britischen Codeknacker und ist heute ein Museum

Denis Oswald wurde als Sohn von Louis Victor Oswald und seiner Ehefrau Lilian Gertrude Oswald auf den Falklandinseln geboren. Er hatte eine Schwester namens Irene. Im Jahr 1919, als Denis acht Jahre alt war, wanderte die Familie aus. Das Schiff SS Inca legte am 9. April 1919 von Port Stanley ab und brachte sie ins Vereinigte Königreich. Lange vor dem Zweiten Weltkrieg spielte Denis Oswald Kricket im Oxford University Cricket Club (OUCC), einem First-Class Cricket Team, das damals wie heute die Universität Oxford repräsentiert. Während des Krieges, ab Sommer 1941 bis 1942 leitete er als Major in der Mansion (Bild), dem alten Herrenhaus und Zentralgebäude von B.P. eine kleine Gruppe von Codebreakern, die an der Entzifferung von Doppelkastenschlüsseln (englisch Double Playfair) arbeiteten, wie sie damals als Handschlüsselverfahren von der deutschen Polizei verwendet wurden.
Im Jahr 1942 wechselte er als einer der vier Gründungsmitglieder (senior cryptographers), die alle fließend Deutsch sprachen, in die am 1. Juli 1942 entstandene Testery. Unter der Leitung von Ralph Tester und zusammen mit Jerry Roberts und Peter Ericsson wurde dort die deutsche Lorenz-Schlüsselmaschine gebrochen. Die Wehrmacht nutze diese hochkomplexe Schlüsselmaschine (Eigenbezeichnung: Schlüsselzusatz 42; kurz: SZ 42) zur Verschlüsselung ihrer strategischen Fernschreibverbindungen, insbesondere zwischen dem Oberkommando der Wehrmacht mit Sitz in Wünsdorf nahe Berlin und den Armeehauptquartieren in Städten wie Rom, Paris, Athen, Kopenhagen, Oslo, Königsberg, Riga, Belgrad, Bukarest und Tunis. Die Briten gaben ihm den Decknamen Tunny („Thunfisch“).
Denis Oswald führte diese Aufgabe bis zur bedingungslosen Kapitulation der Wehrmacht im Mai 1945 und dem damit erreichten Kriegsende in Europa erfolgreich fort. Die Personalstärke der Testery war inzwischen auf 118 Mitarbeiterinnen und Mitarbeiter angestiegen.
Nach dem Krieg arbeitete er noch viele Jahre bis 1974, unter anderem als Sprachlehrer an der Uppingham School in Uppingham, einer Gemeinde in der englischen Region East Midlands, ohne dass jemand dort etwas von seiner kriegswichtigen früheren Tätigkeit wusste. Er starb im Alter von 87 Jahren, ohne zu Lebzeiten für seine Verdienste gewürdigt worden zu sein.
Im Vergleich zur Entzifferung der Enigma-Maschine, die bis in die 1970er-Jahre gehütet wurde (Britain’s best kept secret, deutsch: „Britanniens bestgehütetes Geheimnis“), war der erfolgreiche Bruch der Lorenz-Maschine ein noch viel größeres Geheimnis. Viele Jahre nach dem Krieg, um das Jahr 2012, erinnerte sich einer seiner früheren Kollegen von B.P., der damals bereits über 90-jährige Jerry Roberts (1920–2014):

“Yes, Denis Oswald was working with me at Bletchley, he was a very good person, one of the best cryptographers in the Testery, a pipesmoker, always very well groomed.”

„Ja, Denis Oswald arbeitete mit mir in Bletchley, er war ein sehr guter Mensch, einer der besten Kryptologen der Testery, ein Pfeifenraucher, immer sehr gepflegt.“